# 斯尼特基夫
48°48′35″N 27°37′58″E / 48.80972°N 27.63278°E
斯尼特基夫（烏克蘭語：Снітків），是烏克蘭的村落，位於該國西南部文尼察州，由莫希利夫-波季利斯基區負責管轄，始建於十四世紀，面積2.1平方公里，海拔高度263米，2001年人口723，人口密度每平方公里344.12人。